# واکنشگر دیویس
واکنشگر دیویس (۳-فنیل-۲-(فنیل‌سولفونیل)-۲٬۱-اگزازیریدین یا ۲-(بنزن‌سولفونیل)-۳-فنیل‌اکزازیریدین) واکنشگر مورد استفاده برای اکسایش در واکنش اکسایش دیویس، و همچنین اکسایش تیول‌ها به سولفون‌ها است. نام این ماده از نام شیمیدان آمریکایی فرانکلین دیویس گرفته شده‌است.